# Шпенст, Вадим Анатольевич
Вадим Анатольевич Шпенст — ученый и педагог в области радиоэлектронных систем. Внес значительный вклад в теорию обработки многоспектральной информации, развитие научно-методических основ функционирования интеллектуальных электронных систем, а также в разработку систем комплексной обработки информации различного назначения, имеет большие заслуги в подготовке научно-педагогических кадров.

## Биография
Родился 20 сентября 1967 года в п. Плешаново Оренбургской области, русский, доктор технических наук, профессор, почетный работник сферы образования Российской Федерации. 
Дата смерти 29 июля 2024 года.

## Должности
- с 2006 -заведующий кафедры радиоэлектронного вооружения и средств артиллерийской разведки Михайловской военной артиллерийской академии.полковник.доктор технических наук.профессор.
- с 2010 года — директор института интеллектуальных электронных систем Северо-Западного технического университета. г. С.Петербург
- С 2011 года, после объединения СЗТУ с НМСУ «Горный», назначен на должность декана энергетического факультета, образованного в результате разделения горно-электромеханического факультета на механический и энергетический.
- C 2013 года проректор по развитию образовательной и научной деятельности Национального минерально-сырьевого университета «Горный»[2]
- 27 мая 2014 года назначен проректором по образовательной деятельности Национального минерально-сырьевого университета «Горный»

## Научные работы
Имеет более 200 научных трудов и 10 патентов на изобретения, основными из которых являются:
1. Теоретические основы обработки информации в интегрированных радиоэлектронных системах (монография). — СПб. — 2002.
2. Основы компьютерного проектирования и моделирования радиоэлектронных систем. — СПб.: МО РФ — 2005.
3. Комплексная обработка многоспектральной информации (монография). — СПб. — 2010.
4. Интеллектуальные электронные системы. — СПб. — 2011.
5. Оптические устройства в радиотехнике. — СПб. — 2012.